# Pioneer–5
A Pioneer–5 (angolul: úttörő)  amerikai mesterséges bolygó, amelyet a Pioneer-program keretében indították, a Föld-Vénusz útvonalra, világűrkutató szonda.

## Küldetés
Az elvárt cél, hogy egy működőképes – elsősorban hordozóeszköz vonatkozásában – űrszondát juttassanak a Föld-Vénusz közötti térbe elősegíteni a világűr sajátosságainak vizsgálatát. A Vénusz elérhetőségének idejéről lecsúszva mesterséges bolygóvá vált, megközelítve a Vénusz pályáját.

## Jellemzői
Üzemeltető a NASA.
1960. március 11-én a Air Force Missile Test Center indítóállomásról egy Thor-DM18 Able-4
hordozórakétával, direkt módszer alkalmazásával indítottáka Hold felé. Stabilizált műhold, tengelye körül 6 fordulatot tesz meg percenként.
Majdnem gömb alakú 66 centiméter átmérőjű, 74 centiméter magasságú, műszertartálya a bolygóközi tér anyagi részecskéit vizsgáló számlálóberendezéssel, sugárzásmérővel, mágneses mérőműszerekkel, helyzetbemérő szerkezettel, parancsvevő és mérési eredményt továbbító rendszerrel, hőmérséklet mérővel volt felszerelve.
Az akkumulátorok élettartamát növelve 4 napelemtáblát szereltek rá, összesen 4800 napelemlapcskával. A napkollektorok a vegyi elemeket váltották. A 43 kilogrammos műszertartály június 26-ig 36 millió kilométerre távolodott el a Földtől, amikor megszakadt vele a kapcsolat.

## Külső hivatkozások
- Pioneer–5. lib.cas.cz. [2013. október 13-i dátummal az eredetiből archiválva]. (Hozzáférés: 2012. december 30.)
- Pioneer–5. skyrocket.de. (Hozzáférés: 2012. december 30.)

| Elődje: Pioneer–4 | Pioneer-program 1958–1960 | Utódja: Pioneer–6 |